# Strażnica KOP „Stajki”

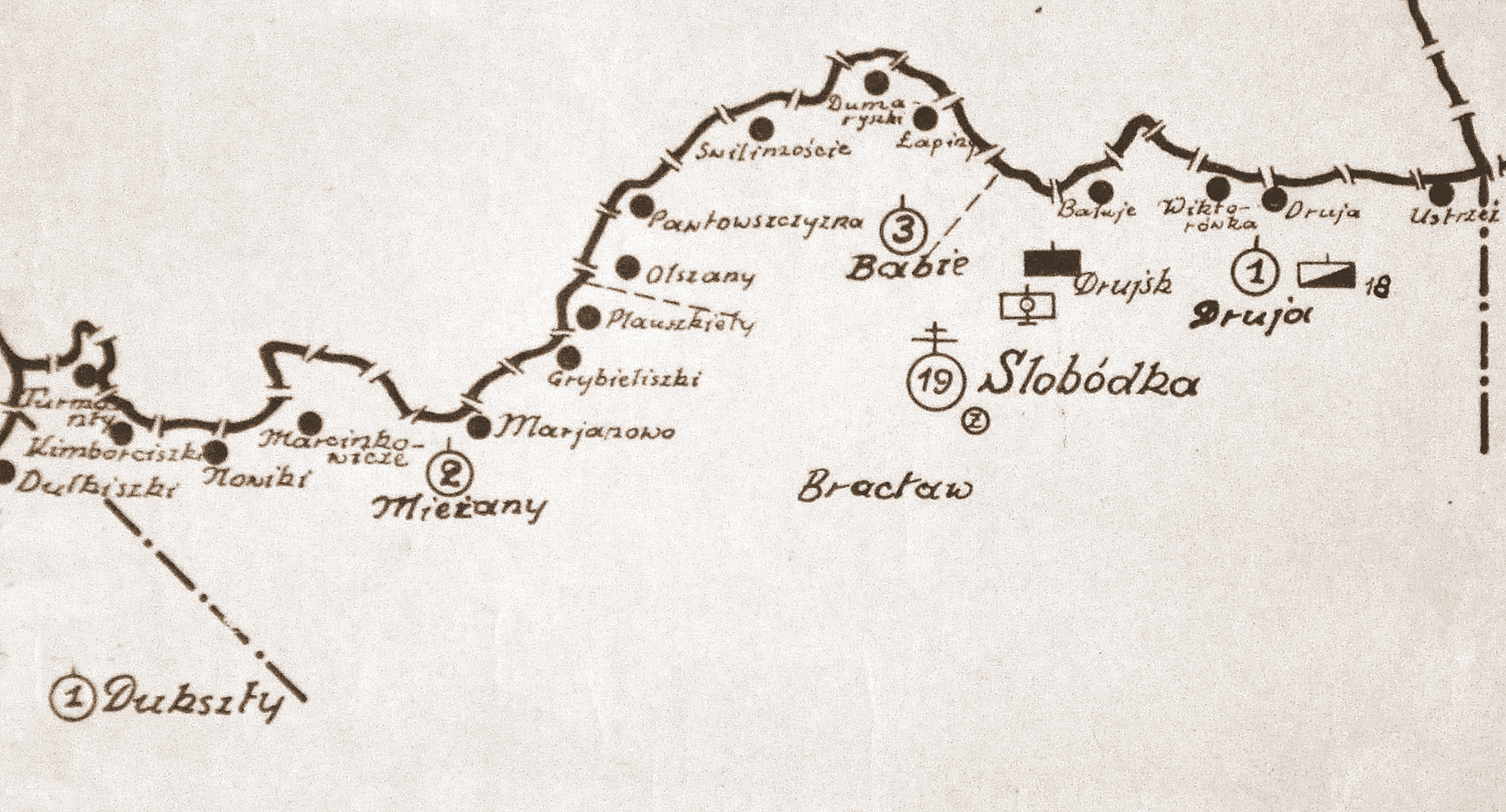
Rozmieszczenie batalionu KOP „Słobódka” w 1931

Strażnica KOP „Stajki” – zasadnicza jednostka organizacyjna Korpusu Ochrony Pogranicza pełniąca służbę ochronną na granicy polsko-łotewskiej.

## Formowanie i zmiany organizacyjne
W 1926 roku, w składzie Brygady KOP „Wilno”, został sformowany 19 batalion graniczny. W 1928 roku w skład batalionu wchodziło 12 strażnic. Strażnica KOP „Ustrzeż” w 1929 i 1931 roku znajdowała się w strukturze 1 kompanii KOP „Druja” . W komunikacie dyslokacyjnym z 1932 roku nie występuje. W jej miejscu pojawia się strażnica KOP „Stajki”. Strażnica  w latach 1932 – 1939 znajdowała się w strukturze 1 kompanii KOP „Druja” batalionu KOP „Słobódka”. Strażnica liczyła około 18 żołnierzy i rozmieszczona była przy linii granicznej z zadaniem bezpośredniej ochrony granicy państwowej.
W 1932 roku obsada strażnicy zakwaterowana była w budynku prywatnym. Strażnicę z macierzystą kompanią łączyła droga polna długości 4 km.

## Służba graniczna
Podstawową jednostką taktyczną Korpusu Ochrony Pogranicza przeznaczoną do pełnienia służby ochronnej był batalion graniczny. Odcinek batalionu dzielił się na pododcinki kompanii, a te z kolei na pododcinki strażnic, które były „zasadniczymi jednostkami pełniącymi służbę ochronną”, w sile półplutonu. Służba ochronna pełniona była systemem zmiennym, polegającym na stałym patrolowaniu strefy nadgranicznej, wystawianiu posterunków alarmowych, obserwacyjnych i kontrolnych stałych, patrolowaniu i organizowaniu zasadzek w miejscach rozpoznanych jako niebezpieczne, kontrolowaniu dokumentów i zatrzymywaniu osób podejrzanych, a także utrzymywaniu ścisłej łączności między oddziałami i władzami administracyjnymi. Strażnice KOP stanowiły pierwszy rzut ugrupowania kordonowego Korpusu Ochrony Pogranicza.
Strażnica KOP „Stajki” w 1932 roku ochraniała pododcinek granicy państwowej szerokości 7 kilometrów 150 metrów, a w 1938 roku pododcinek szerokości 5 kilometrów 650 metrów od słupa granicznego nr 0 do 6.
Sąsiednie strażnice:
- strażnica KOP „Druja” ⇔ strażnica KOP „Czuryłowo” – 1929[2], 1931[3]
- strażnica KOP „Druja” ⇔ strażnica KOP „Czuryłowo” – 1932[4], 1934[10] i w 1938[6]